# Quartier de Grenelle
Das Quartier de Grenelle ist das 59. der 80 Quartiers (Stadtviertel) von Paris im 15. Arrondissement.

Die Stadtviertel im 15. Arrondissement

## Lage
Der Verwaltungsbezirk im 15. Arrondissement von Paris wird von folgenden Straßen begrenzt:
- Nordosten: Avenue de Suffren
- Nordwesten: Quai de Grenelle (mit der Île aux Cygnes), Quai de Branly an und in der Seine
- Südosten: Avenue de Lowendal und die Rue de la Croix-Nivert
- Südwesten: Rue des Entrepreneurs, Rue Linois und der Pont de Grenelle

## Namensursprung
Grenelle, früher eine eigenständige Gemeinde des ehemaligen Département Seine, ist seit 1860 das 59. Stadtviertel von Paris.

## Geschichte

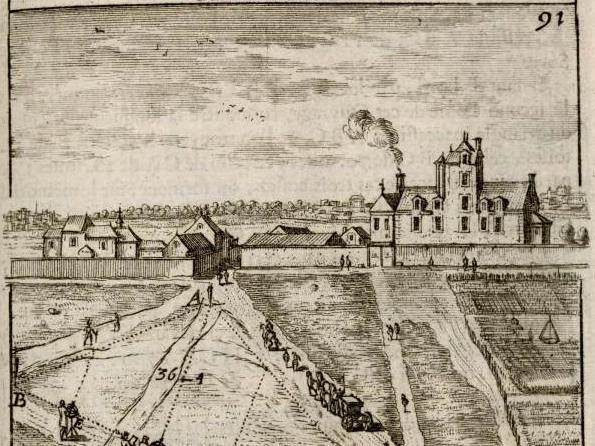
Schloss und Bauernhof von Grenelle um 1700, Zeichnung von 1702

### Die Ebene von Grenelle bis zum XVIII. Jahrhundert
Früher stand hier das Schloss von Grenelle (heute Place Duplex) und der Bauernhof von Grenelle.

### Von 1785 bis 1859: zu beiden Seiten derMauer der Generalpächter

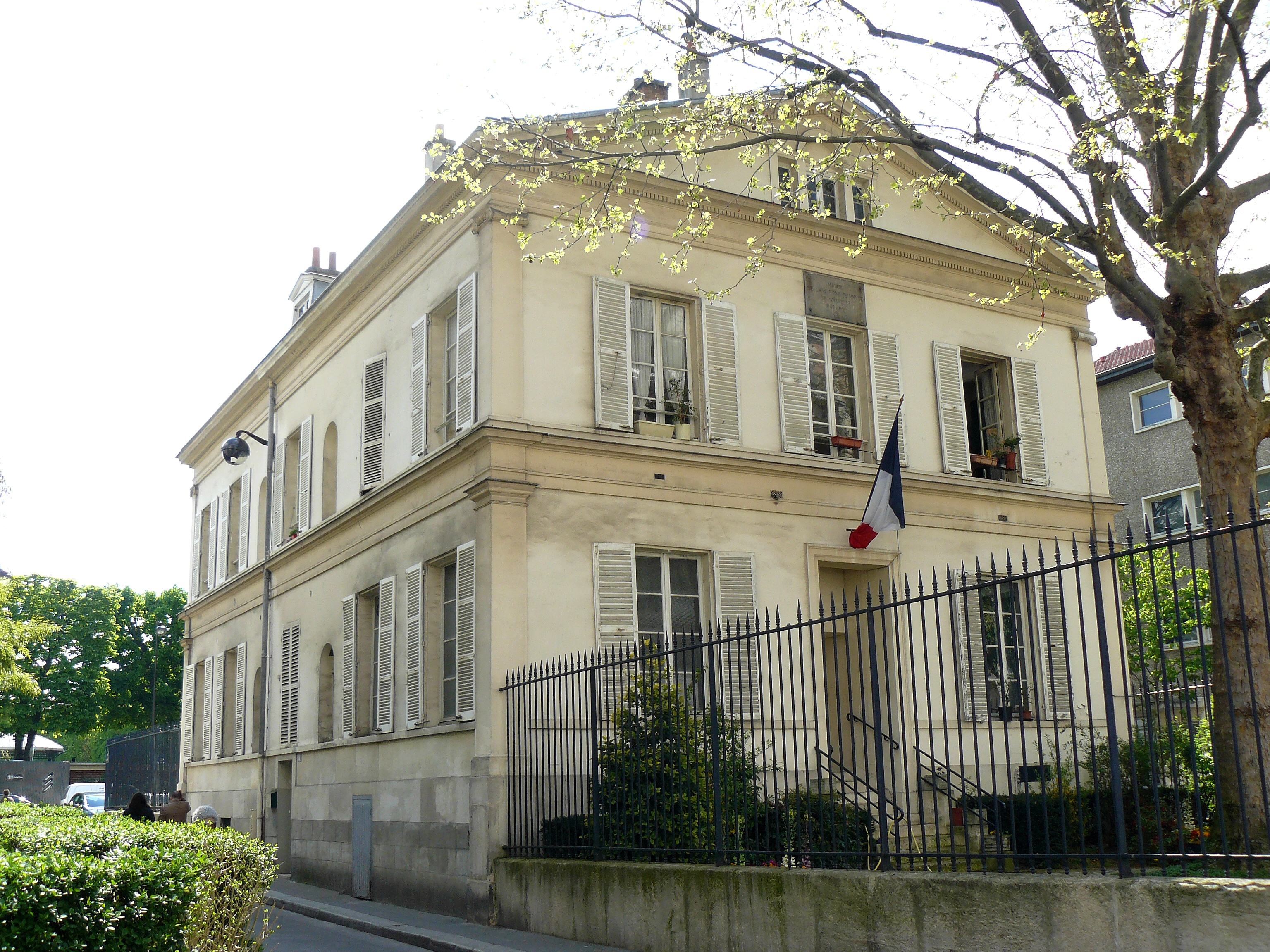
Ehemalige Mairie de Grenelle, Place du Commerce

1785 wurde die Mauer der Generalpächter in der Ebene von Genelle errichtet, deren Bau im Jahr davor begann. Damit entstand eine Zollgrenze, die nur an den entsprechenden Übergängen (französisch Octroi) passiert werden konnte:
- Zollstation École-Militaire (heute Place Cambronne)[3]
- Zollstation Grenelle (heute Place Marcel Cerdan);[4]
- Zollstation Cunette (heute Place des Martyrs Juifs du Vélodrome d’Hiver).[5]

1840 wurde eine weitere Station errichtet:
- Zollstation La Motte-Picquet (zwischen der Avenue gleichen Namens und der Rue du Commerce).[7]

Der Teil der Ebene von Grenelle, der nördlich der Mauer der Generalpächter lag, wurde zur Sektion des Invalides, als Paris 1790 in achtundvierzig Sektionen eingeteilt wurde. 1795 wurde die Sektion bei der Gründung der zwölf Arrondissements in das ehemalige 10. Arrondissement integriert und 1811 zum Quartier des Invalides.
Der südlich der Mauer gelegene Teil der Ebene von Grenelle gehörte bis 1830 zur Gemeinde Vaugirard. 1824 kaufte der Unternehmer Léonard Violet (Gemeinderat in Vaugirard) ungefähr 105 ha Land, das er schnell verpachtete: Es war das Dorf Grenelle, das im allgemeinen auch «Beau Grenelle» wegen seines geradlinigen Straßennetzes, das sich bis heute erhalten hat, genannt wurde. 1830 trennte sich dieser Teil von Gemeinde Vaugirard, um die Gemeinde Grenelle zu gründen, die dann am 1. Jan. 1860 gegen den Widerstand der Bevölkerung, die fiskalische Nachteile befürchtete, nach Paris eingemeindet wurde.

### 1859: Grenelle, 59. Quartier von Paris

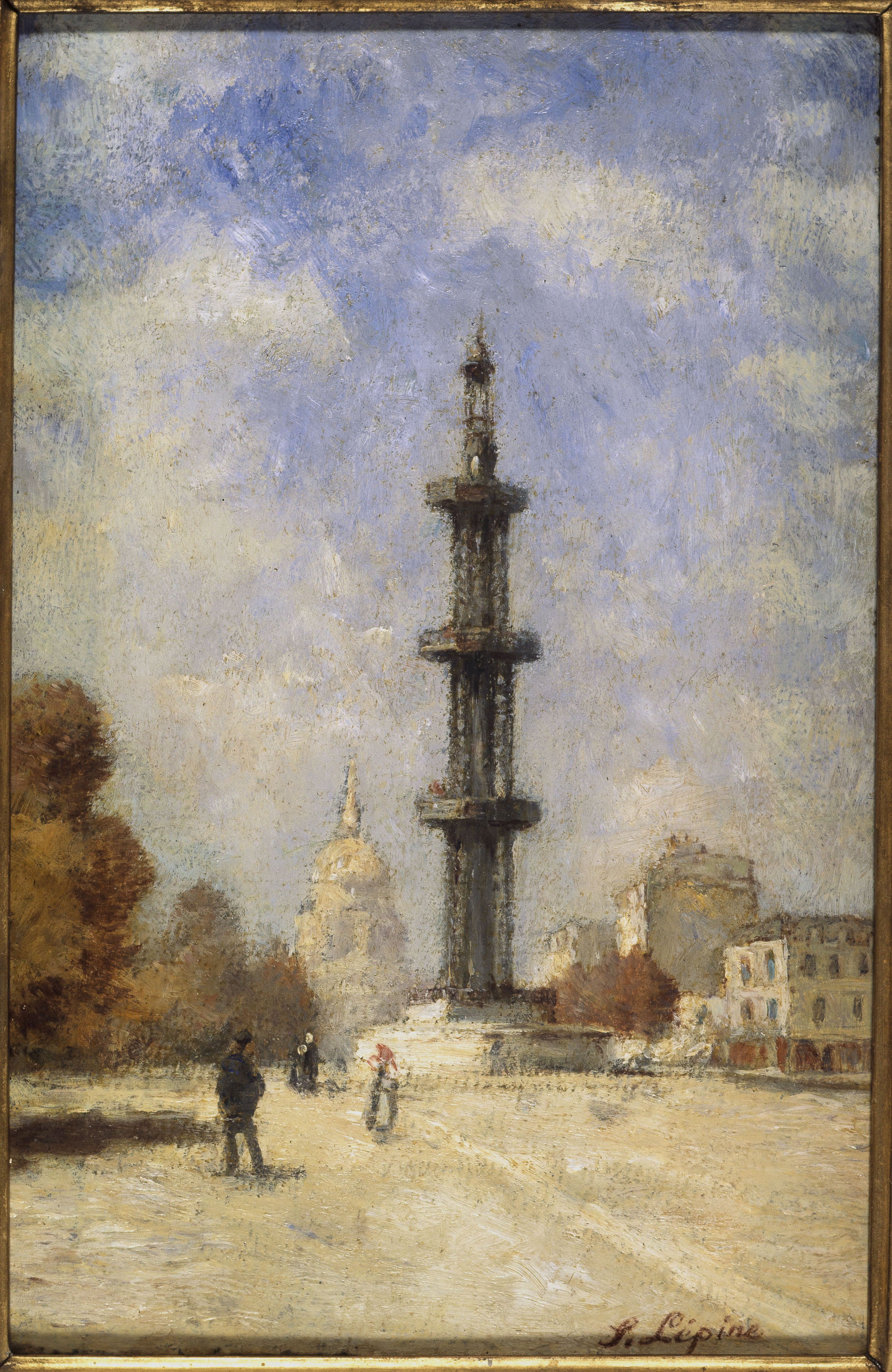
Artesischer Brunnen von Grenelle, (Place de Breteuil)
Stanislas Lépine, um 1880
Musée Carnavalet, Paris

Das Quartier de Grenelle entstand zusammen mit dem 15. Arrondissement, was dem von Baron Haussmann unterzeichneten Dekret (3. November 1859) zu entnehmen ist.

## Heutige Bedeutung
Das französische Arbeitsministerium hat traditionell seinen Sitz im Hôtel du Châtelet in der Rue de Grenelle. Der Ausdruck „Grenelle“ wird in Frankreich daher synonym für das Ministerium gebraucht, ähnlich wie „Quai d’Orsay“ für das französische Außenministerium. Im Mai 1968 wurde hier das „Abkommen von Grenelle“ zwischen Regierung, Unternehmerverbänden und Gewerkschaften ausgehandelt, ein Wendepunkt in den Mai-Unruhen.
Dieses „Abkommen von Grenelle“ ist heute noch Namensgeber für Spitzengespräche zwischen Politik und Verbänden. Unter anderem hatte die Regierung für Oktober 2007 einen „Umweltgipfel“, einen Grenelle de l’environnement, anberaumt.